# Armenische Gebärdensprache
Die Armenische Gebärdensprache (armenisch Հայերեն ժեստերի լեզու – Hayeren zhesteri lezu) ist die Gebärdensprache Armeniens.
Sie ist nicht zu verwechseln mit der Baraninsky Armenien Sign Language (Trauerzeichensprache der Frauen in der Region Baranchinsky in der ehemaligen Armenischen Sozialistischen Sowjetrepublik).

## Klassifikation
Henri Wittmann bezeichnete 1991 die Armenische Gebärdensprache (auch ArSL – englisch für Armenian Sign Language) als isolierte Sprache.